# The Wall (programma televisivo italiano)
The Wall è stato un programma televisivo italiano di genere game show, andato in onda su Canale 5 dal 20 novembre 2017 al 6 gennaio 2019 con la conduzione di Gerry Scotti. La prima e la terza edizione sono andate in onda nella fascia preserale, mentre la seconda edizione è andata in onda in prima serata con quattro puntate speciali.

## Il programma
Il programma, basato sull'omonimo format statunitense, è andato in onda dal 20 novembre 2017 al 6 gennaio 2019, con la conduzione di Gerry Scotti, nella fascia preserale di Canale 5 per la prima e per la terza edizione, alternandosi a Caduta libera (condotto anch'esso da Gerry Scotti) e Avanti un altro! (condotto da Paolo Bonolis e Luca Laurenti), mentre la seconda edizione è andata in onda in prima serata con quattro puntate speciali.

## Storia del programma
La prima edizione di The Wall è andata in onda nella fascia preserale di Canale 5 dal 20 novembre 2017 al 7 gennaio 2018, con la conduzione di Gerry Scotti dallo studio pala 20 del Centro di produzione Infront.
La seconda edizione di The Wall è andata in onda ogni domenica in prima serata su Canale 5 dal 15 aprile al 6 maggio 2018 con quattro puntate speciali, con la conduzione di Gerry Scotti dallo studio pala 20 del Centro di produzione Infront.
La terza edizione di The Wall è andata in onda nella fascia preserale di Canale 5 dal 19 novembre 2018 al 6 gennaio 2019, sempre con la conduzione di Gerry Scotti dallo studio pala 20 del Centro di produzione Infront. L'edizione è andata in onda subito dopo la settima edizione di Caduta libera e prima dell'ottava edizione di Avanti un altro!.
Nella stagione 2019-2020 il programma è stato sostituito dal nuovo game show Conto alla rovescia, sempre con la conduzione di Gerry Scotti a sua volta sostituito, dalla stagione primaverile 2024, dalla nuova edizione de La ruota della fortuna.
Dal 27 luglio al 6 settembre 2020 il programma è tornato in onda subentrando alle repliche di Avanti un altro!.
Dal 5 agosto al 4 settembre 2023 e dal 14 luglio al 1 settembre 2024 vengono tramesse delle repliche sostituendo le repliche di Caduta libera.
Il 21 giugno 2025 Gerry Scotti annunciò la volontà di riportare in onda The Wall con una nuova edizione da mandare in onda da gennaio 2026 nella fascia dell'access prime time in alternanza a Striscia la notizia. Tuttavia, a causa della mancanza della location dovuta ad una ristrutturazione subita al Centro di produzione che lo ospitò, questa idea viene accantonata.

## Edizioni
| Edizione | Periodo          | Periodo        | Conduzione   | Puntate   | Puntate      | Studio                                   |
| Edizione | Inizio           | Fine           | Conduzione   | Preserale | Prima serata | Studio                                   |
| -------- | ---------------- | -------------- | ------------ | --------- | ------------ | ---------------------------------------- |
| 1ª       | 20 novembre 2017 | 7 gennaio 2018 | Gerry Scotti | 49        | –            | Pala 20 del Centro di produzione Infront |
| 2ª       | 15 aprile 2018   | 6 maggio 2018  | Gerry Scotti | –         | 4            | Pala 20 del Centro di produzione Infront |
| 3ª       | 19 novembre 2018 | 6 gennaio 2019 | Gerry Scotti | 49        | –            | Pala 20 del Centro di produzione Infront |

## Audience
| Edizione | Rete televisiva | Anno      | Stagione        | Programmazione | Programmazione | Programmazione | Programmazione | Programmazione | Programmazione | Programmazione | Collocazione | Media auditel  | Media auditel |
| Edizione | Rete televisiva | Anno      | Stagione        | L              | M              | M              | G              | V              | S              | D              | Collocazione | Telespettatori | Share         |
| -------- | --------------- | --------- | --------------- | -------------- | -------------- | -------------- | -------------- | -------------- | -------------- | -------------- | ------------ | -------------- | ------------- |
| 1ª       | Canale 5        | 2017-2018 | autunno-inverno |                |                |                |                |                |                |                | Preserale    | 4 065 000      | 20,33%        |
| 2ª       | Canale 5        | 2018      | primavera       |                |                |                |                |                |                | Prima serata   | 2 208 000    | 10,13%         |               |
| 3ª       | Canale 5        | 2018-2019 | autunno-inverno |                |                |                |                |                |                | Preserale      | 3 702 000    | 19,18%         |               |

## Svolgimento
In The Wall si gioca utilizzando un muro alto 12 metri, composto da 7 botole numerate in ordine crescente da sinistra a destra, una parete ricoperta di pioli e 15 caselle alla base di esso, nelle quali cadono delle "sfere", lanciate dalle botole, le quali possono essere:
- Verdi, che fanno vincere ai concorrenti il valore impresso sulle caselle nelle quali cade la sfera lanciata;
- Rosse, che fanno perdere ai concorrenti il valore impresso sulle caselle nelle quali cade la sfera lanciata;
- Bianche, che corrispondono ad una domanda; dare la risposta esatta le trasformerà in sfere verdi, mentre la risposta errata le trasformerà in sfere rosse.

Ad ogni puntata partecipa una coppia di concorrenti (due nelle puntate in prima serata), la quale ha l'obiettivo di vincere il più alto montepremi possibile, rispondendo a delle domande di cultura generale in tre round.

### Primo round
In questo round la coppia gioca insieme e risponde a cinque domande, con due opzioni di risposta. Nel momento in cui viene fatta la domanda, vengono lanciate tre sfere dalle botole 1, 4 e 7; i concorrenti devono dare la risposta mentre le sfere scendono verso il basso, con la possibilità di cambiare la risposta scelta a proprio piacimento fino a quando una delle sfere entra nelle caselle sottostanti il muro. Se la risposta è esatta, le sfere diventano verdi e fanno aggiungere il valore delle cifre delle caselle in cui sono cadute queste ultime al montepremi, mentre in caso di risposta errata o se la risposta viene data fuori tempo massimo le sfere diventano rosse e la somma viene detratta dal montepremi.

### Secondo round
In questo round i concorrenti vengono separati: uno resta di fronte al muro per caricare le sfere, mentre l'altro ha il compito di rispondere alle domande da una stanza isolata ed insonorizzata, senza poter sapere nulla sull'andamento del gioco, quindi non sapendo ad ogni domanda se ha risposto correttamente o meno e non conoscendo l'ammontare del montepremi accumulato. Durante questa fase di gioco, inizialmente, il concorrente di fronte al muro deve caricare due sfere verdi nel muro, selezionando la botola da cui fare cadere queste ultime, che può essere la stessa oppure differente per le due sfere.
Successivamente il concorrente isolato deve rispondere a tre domande con tre opzioni di risposta, mentre l'altro deve caricare le sfere nel muro, potendo visionare, prima del concorrente isolato, le opzioni di risposta della domanda che verrà posta; sulla base di ciò, il concorrente decide in quale botola caricare la sfera (o le sfere). Ad ogni domanda, se la risposta data è esatta il muro e la sfera (o le sfere, se nella seconda e terza domanda il giocatore ha deciso di usufruire del "colpo doppio" o "colpo triplo") diventa verde e il lancio fa aggiungere denaro al montepremi, altrimenti diventa rossa e la sfera fa detrarre denaro dal proprio bottino.
Nella seconda e nella terza domanda, a discrezione del concorrente di fronte al muro, vi è la possibilità di fare un "Colpo doppio" o "Colpo triplo", in cui si possono lanciare due (per la seconda domanda) o tre sfere (per la terza) dalla stessa botola, con lo scopo di aumentare il montepremi che si andrà a determinare in caso di risposta esatta (con anche il rischio, ovviamente, di diminuirlo in modo eccessivo qualora l'altro concorrente rispondesse in modo errato).
Al termine di questa fase vengono lanciate due sfere rosse dalle stesse botole da cui sono state lanciate le sfere verdi all'inizio del round, a meno che il montepremi della coppia ammonti a 0 €; in tale caso non viene lanciata alcuna sfera dopo la terza domanda.

### Terzo round
In questo round il gioco procede come nella manche precedente; le uniche differenze sono che all'inizio vengono lanciate quattro sfere verdi ed alla fine quattro sfere rosse dalla stessa botola (a meno che il montepremi accumulato non sia di 0 €), che determinano il montepremi finale della coppia, che può essere anche di 0 €; e che le tre domande a cui il concorrente isolato deve rispondere hanno quattro opzioni di risposta. Anche in questa manche al concorrente davanti al muro viene concesso di scegliere se fare un "Colpo doppio" e un "Colpo triplo" rispettivamente nella seconda e nella terza domanda.

### Il contratto
In quest'ultima fase di gioco il concorrente isolato riceve il contratto, un foglio posto dentro un bussolotto metallico, dal valore di una determinata cifra, che può essere superiore o inferiore a quella accumulata in totale al termine dei tre round. Il giocatore isolato, rimanendo ignaro dell'andamento effettivo del gioco e del possibile ammontare del montepremi, deve decidere, non visto né dall'altro giocatore né dai telespettatori, se accettare il contratto, firmandolo, o rifiutarlo strappandolo (è da tenere presente che il giocatore isolato conosce solo il valore minimo del contratto, cioè il montepremi accumulato alla fine del primo round, dato che non è a conoscenza del numero di domande alle quali ha risposto correttamente fino a quando non si ricongiunge con l'altro membro della coppia). Se firma il contratto, la coppia vincerà il premio da esso garantito, rinunciando al montepremi finale accumulato al termine del terzo round, a prescindere dal suo valore, se invece lo strappa vincerà il premio accumulato nella puntata, il quale può ammontare anche a 0 €.
Alla fine i due giocatori si riuniscono e, in un momento spesso molto emotivo, si scambiano le informazioni relative a come si è svolto il gioco: il concorrente che era isolato comunica la sua decisione relativa al contratto ed il concorrente che ha giocato davanti al muro comunica il valore del montepremi accumulato in partita, vinto o perso a seconda che il contratto sia stato strappato o firmato.

## Montepremi
Il premio massimo che si poteva vincere a The Wall era di 1474994 €, suddivisi nei tre round:

### Primo round
Nel primo round, i premi disposti sul fondo del muro sono i seguenti:
| 1 € | 500 € | 100 € | 2000 € | 10 € | 1000 € | 1 € | 5000 € | 1 € | 1000 € | 10 € | 2000 € | 100 € | 500 € | 1 € |

Il valore potenziale di questo round è di 75000 € (15000 € per ognuna delle cinque domande).

### Secondo round
Nel secondo round i premi disposti sul fondo del muro sono i seguenti:
| 1 € | 1000 € | 100 € | 2000 € | 10 € | 5000 € | 1 € | 10000 € | 1 € | 20000 € | 10 € | 25000 € | 100 € | 50000 € | 1 € |

Il valore potenziale di questo round è di 399998 €, ottenuto con la combinazione più favorevole possibile:
- 100000 € ottenuti dalle due sfere verdi iniziali
- 50000 € alla prima domanda
- 100000 € alla seconda domanda (usando il "Colpo doppio")
- 150000 € alla terza domanda (usando il "Colpo triplo")
- 2 € di perdita alle due sfere rosse finali

### Terzo round
Nel terzo round i premi disposti sul fondo del muro sono i seguenti:

#### 1ª e 2ª edizione
| 1 € | 5000 € | 100 € | 10000 € | 10 € | 20000 € | 1 € | 30000 € | 1 € | 40000 € | 10 € | 50000 € | 100 € | 100000 € | 1 € |

#### 3ª edizione
| 1 € | 1000 € | 100 € | 5000 € | 10 € | 10000 € | 1 € | 15000 € | 1 € | 25000 € | 10 € | 50000 € | 100 € | 100000 € | 1 € |

Il valore potenziale di questo round è di 999996 €, ottenuto con la combinazione più favorevole possibile:
- 400000 € dalle quattro sfere verdi iniziali;
- 100000 € alla prima domanda;
- 200000 € alla seconda domanda (usando il "Colpo doppio");
- 300000 € alla terza domanda (usando il "Colpo triplo");
- 4 € di perdita alle quattro sfere rosse finali.

In totale la coppia di concorrenti, se ottenesse sempre i migliori risultati possibili con il muro e le domande e rifiutasse il contratto, vincerebbe un montepremi massimo di 1474994 €.

### Il contratto
Il valore del contratto corrisponde al montepremi accumulato nel primo round, cioè l'unico in cui la coppia gioca insieme, a cui vengono addizionati 2500 € per ogni risposta corretta data alle sei domande poste nel corso del gioco, per un totale massimo di 90000 €.

## Merchandising
- Il 15 aprile 2018 Gerry Scotti ha consegnato per la prima volta il gioco in scatola di The Wall, edito da Ravensburger.